# Thomas Affleck
Thomas Affleck ( Aberdeen, Escocia; 1745-Filadelfia, Pensilvania; 1795) fue un ebanista estadounidense de origen escocés.
Capacitado en Inglaterra, emigró a Filadelfia donde produjo muebles excepcionales del estilo Chippendale para el gobernador John Penn y otros importantes ciudadanos. También elaboró mobiliario con patas al estilo Marlborough; rectas, ranuradas y con pie de base, siendo los adornados tallados, característica de su trabajo.
- Datos: Q7786960
- Multimedia: Thomas Affleck / Q7786960